# چیفتتلی
چیفتتلی (به ترکی استانبولی: Çiftetelli) رقصی از آناتولی و بالکان است که ریتم آن دو چهارم می‌باشد. در زبان ترکی چیفتتلی به معنای دوبل سیم است که اشاره به سبک نواختن ویولن در این نوع موزیک دارد. گفته می‌شود که این رقص قبلاً در یونان باستان به عنوان رقص کرداکس آریستوفانی وجود داشته است. این رقص علاوه بر یونان و ترکیه در دیگر مناطقی که قبلاً بخشی از امپراتوری عثمانی بوده‌اند رواج دارد.